# Typhonia holoxyla
Typhonia holoxyla is een vlinder uit de familie van de zakjesdragers (Psychidae). De wetenschappelijke naam van de soort is voor het eerst geldig gepubliceerd in 1936 door Edward Meyrick.